# Biskupiec-Kolonia Druga
Biskupiec-Kolonia Druga ist ein Ort in der polnischen Woiwodschaft Ermland-Masuren. Er gehört zur Gmina Biskupiec (Stadt-und-Land-Gemeinde Bischofsburg) im Powiat Olsztyński (Kreis Allenstein).

## Geographische Lage
Biskupiec-Kolonia Druga liegt an der südöstlichen Grenze der Stadt Biskupiec (deutsch Bischofsburg) in der westlichen Mitte der Woiwodschaft Ermland-Masuren, 35 Kilometer nordöstlich der Kreisstadt und auch Woiwodschaftshauptstadt Olsztyn (Allenstein).

## Geschichte
Über die Geschichte der Osada (= „Siedlung“) Biskupiec-Kolonia Druga (= „2“) liegen keine Dokumentationen vor. Es handelt sich wie auch bei der Biskupiec-Kolonia Pierwsza (= „1“) und der Biskupiec-Kolonia Trzecia (= „3“) um die Siedlungsform des Ausbaus oder auch Abbaus bei Orten, die entfernt vom eigentlichen (Stadt–) Gebiet liegen. Solche Orte werden seit 2021 als Osada gewertet.
Wohl erst in den letzten Jahrzehnten des 20. Jahrhunderts ist die Biskupiec-Kolonia Druga entstanden. Sie ist mit den anderen beiden Ortschaften im Sołectwo (= „Schulzenamt“) Biskupiec-Kolonia in der Gmina Biskupiec verbunden.
Biskupiec-Kolonia Druga ist eine Ortschaft innerhalb der Stadt-und-Land-Gemeinde Biskupiec (Bischofsburg) im Powiat Olsztyński (Kreis Allenstein), bis 1998 der Woiwodschaft Olsztyn, seither der Woiwodschaft Ermland-Masuren zugehörig.

## Kirche
Kirchlich ist Biskupiec-Kolonia Druga sowohl evangelischer- wie auch römisch-katholischerseits mit der Stadt Biskupiec verbunden.

## Verkehr
Biskupiec-Kolonia Druga ist von der Stadt Biskupiec über die von der Landesstraße 57 (frühere deutsche Reichsstraße 128) abzweigende ulica Ostre Koło direkt zu erreichen. Eine Anbindung an den Bahnverkehr besteht nicht.